# Likir

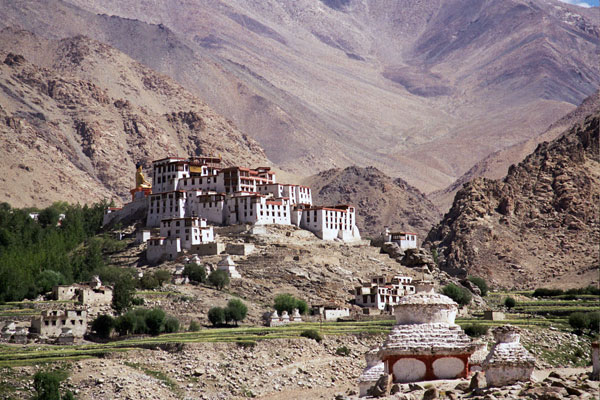
El monestir de Likir

El gompa (monestir) de Likir està situat al districte de Ladakh (a l'estat indi de Jammu i Caixmir), una mica apartat de l'Indus, a la seva riba dreta i a uns cinquanta km aigües avall de Leh, la capital.
El nom de Likir fa referència al fet que hom considera que el gompa està rodejat pels esperits de dues nagues (serps): Nando i Tagsako.
En 1065, el monarca de Ladakh, Lhachen Gyalpo, va donar els terrenys on ara s'aixeca el monestir al lama Drupwang Chedje, qui va començar la construcció del conjunt monàstic. Va passar per un període d'esplendor a l'època de Lhawang Lodos Sangphu (al segle XV), que va incorporar el monestir a l'orde gueluk. El monestir és la seu de les successives reencarnacions de Naris Rimpotxe.
El conjunt té una àmplia sèrie de dependències, capelles, sales d'assemblees (dukhang), etc. on es conserven imatges i decoració mural d'interès. A l'exterior s'aixeca una imatge gegantina, poc habitual a aquesta regió.
Allotja un centenar de monjos i una escola.

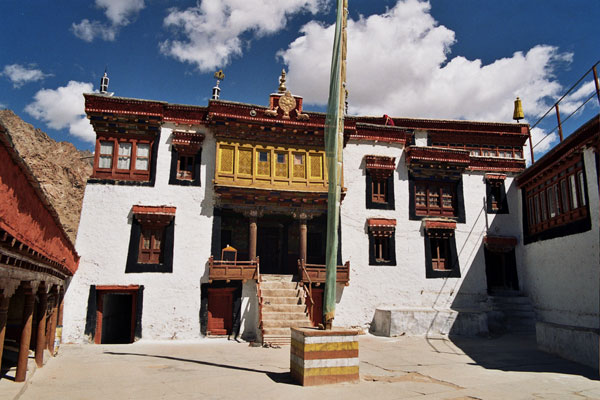
Interior del recinte.
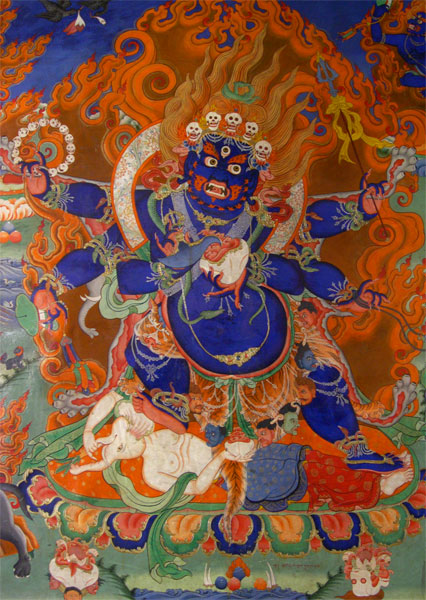
Pintura mural.
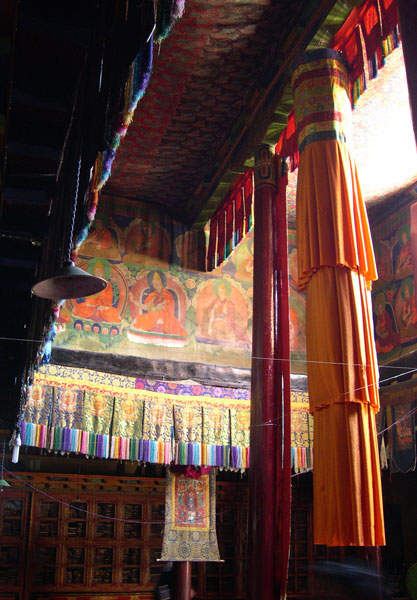
Decoració a un temple.
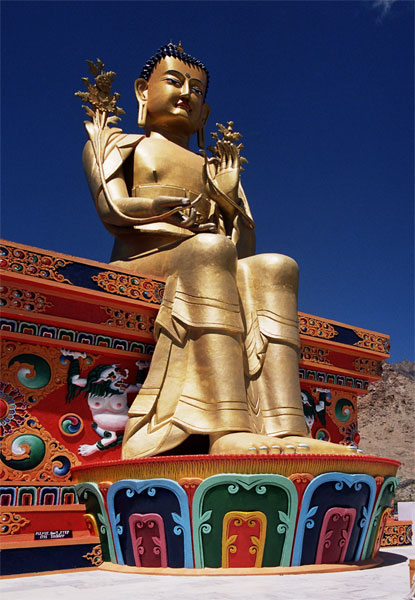
Imatge de Buda.